# Geretsried
Geretsried – miasto w Niemczech, w kraju związkowym Bawaria, w rejencji Górna Bawaria, w regionie Oberland, w powiecie Bad Tölz-Wolfratshausen. Leży około 18 km na północny zachód od Bad Tölz, przy drodze B11, nad Izarą.

## Demografia
| Rok    | Liczba mieszk. |  | Rok  | Liczba mieszk. |  | Rok  | Liczba mieszk. |  |
| ------ | -------------- |  | ---- | -------------- |  | ---- | -------------- |  |
| 1840   | 242            |  | 1950 | 3 236          |  | 1990 | 21 866         |  |
| 1900   | 263            |  | 1960 | 7 872          |  | 2000 | 23 056         |  |
| 1925   | 458            |  | 1970 | 17 413         |  | 2004 | 23 273         |  |
| (1946) | (~ 1 218)      |  | 1980 | 20 034         |  | 2005 | 23 991         |  |

## Polityka
Burmistrzem miasta jest bezpartyjna Cornelia Irmer, rada miasta składa się z 30 osób.
|      | CSU | SPD | FW | Zieloni | FDP | ödp | Razem |
| 2008 | 12  | 6   | 8  | 3       | –   | 1   | 30    |
| 2002 | 15  | 6   | 6  | 2       | 1   | –   | 30    |

## Współpraca
Miejscowości partnerskie:
- Amberg, Bawaria
- Chamalières, Francja od 1983
- Eidsvoll, Norwegia
- Nickelsdorf, Austria
- Pusztavám, Węgry